# Weng im Gesäuse
Weng im Gesäuse là một xã cũ thuộc huyện Liezen bang Steiermark, nước Áo. Đô thị Weng im Gesäuse có diện tích 75,63 km², dân số thời điểm cuối năm 2008 là 632 người.